# Stenaoplus trilobatus
Stenaoplus trilobatus är en stekelart som beskrevs av Heinrich 1968. Stenaoplus trilobatus ingår i släktet Stenaoplus och familjen brokparasitsteklar. Inga underarter finns listade i Catalogue of Life.